# Borgholm
Borgholm – miejscowość (tätort) w południowo-wschodniej Szwecji, na wyspie Olandia w regionie Kalmar, jest siedzibą gminy Borgholm. Miejscowość zamieszkuje około 3093 mieszkańców. Prawa miejskie posiada od 1816. W mieście rozwinął się przemysł rybny.
W pobliżu miasta znajdują się ruiny zamku zburzonego w 1806.

## Linki zewnętrzne

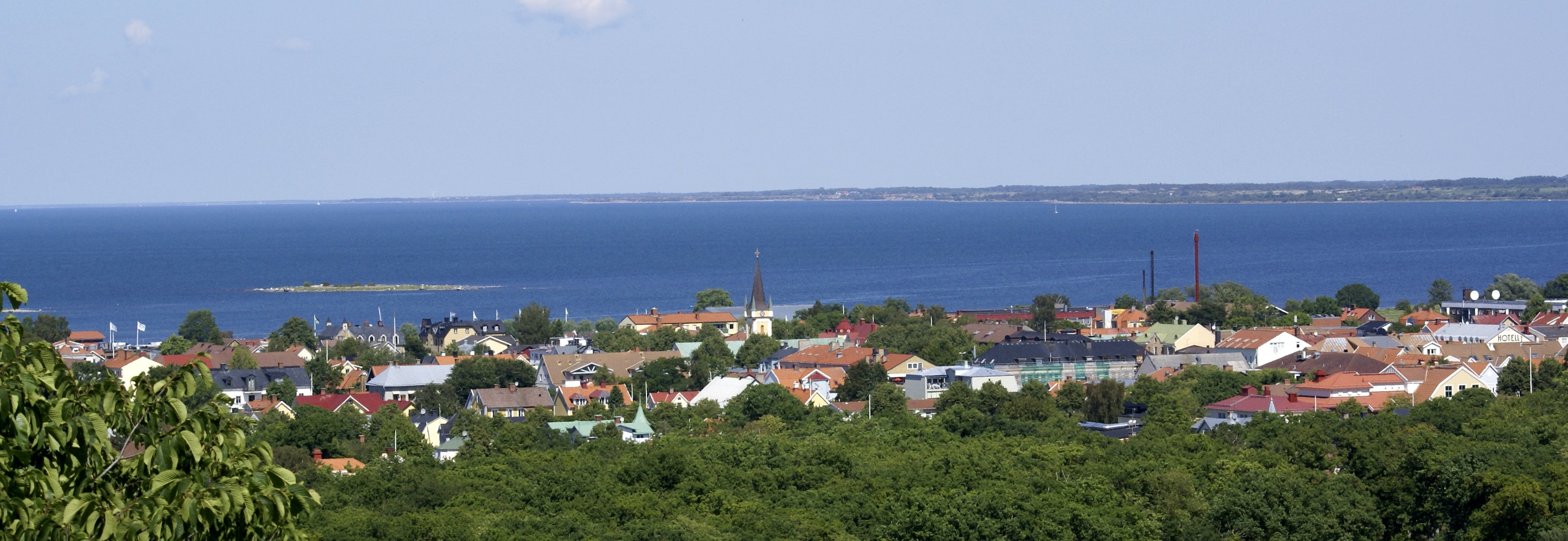
Borgholm

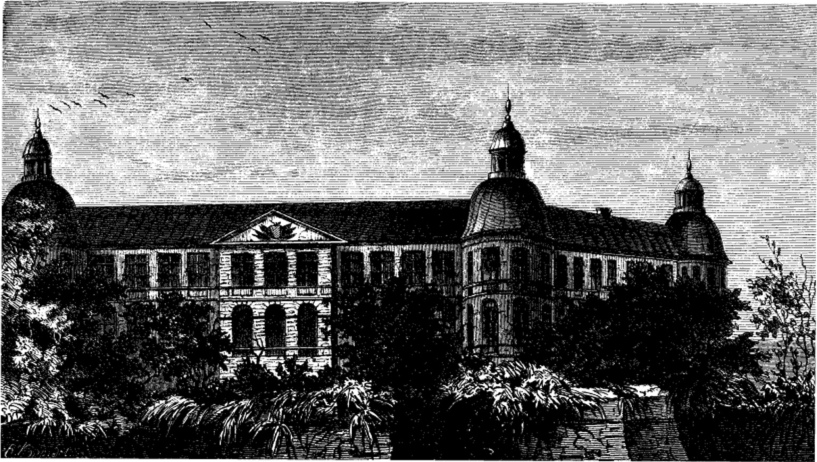
Docelowy barokowy wygląd zamku w Borgholm, ilustracja z 1866